# یئوری اریکسون
یئوری اریکسون (سوئدی: Georg Ericson; ۱۸ دسامبر ۱۹۱۹ – ۴ ژانویهٔ ۲۰۰۲) بازیکن و مربی فوتبال اهل سوئد بود.